# Hygrolejeunea
Hygrolejeunea là một chi rêu trong họ Lejeuneaceae.